# Tourisme dans Duplessis
 (novembre 2011).
Si vous disposez d'ouvrages ou d'articles de référence ou si vous connaissez des sites web de qualité traitant du thème abordé ici, merci de compléter l'article en donnant les références utiles à sa vérifiabilité et en les liant à la section « Notes et références ».
Pour les articles homonymes, voir Duplessis.

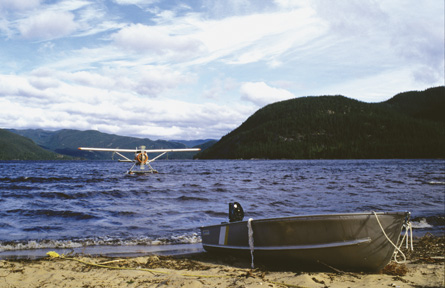
Pourvoirie Mabec à Sept-îles Duplessis (Côte-Nord), Québec

Le tourisme dans Duplessis représente un secteur important de l'économie avec quelque 100 à 200 000 visiteurs chaque année, qui y passent plus de 750 000 à 1,33 million de nuitées et y dépensent quelque 50 à 110 millions de dollars par an dans des attraits et services touristiques. En 2017, 87 % des touristes dans Duplessis sont des Québécois; les autres touristes viennent des autres provinces canadiennes (9 %), des États-Unis (2 %) et d'autres pays (2 %).

## Géographie
La région de Duplessis est une division territoriale qui sert de cadre à l’activité touristique qui englobe la partie est de la région administrative de la Côte-Nord (la partie ouest se nommant Manicouagan) et les agglomérations les plus connues sont Sept-Îles, Port-Cartier et Havre-Saint-Pierre. Ces villes, nées de l’industrie minière et forestière sont aujourd’hui des actrices majeures de l’industrie québécoise du fer et de l’aluminium, mais également historiquement productrice de produits de la mer avec ses 1 000 km de littoral. 
Le territoire débute à Pointe-aux-Anglais, près de Port-Cartier et se finit à quelques pas du territoire du Labrador et Terre-Neuve, à Blanc-Sablon. Duplessis est l’une des régions qui a le plus vaste territoire après le Nunavik et la Baie-James. Elle occupe près de 2 000 km2 de territoire incluant la terre et la mer. C’est l’une des régions la plus à l’est et la plus vaste du Québec. Le territoire de Duplessis englobe l’Île d’Anticosti et s’étire vers le nord pour rejoindre les localités de Fermont et de Schefferville.
Le dernier village possédant un lien routier avec le reste du Québec sur le Saint-Laurent est Natashquan. Le territoire englobe les MRC de Sept-Rivières (Sept-Îles), la Minganie (Havre-Saint-Pierre), Caniapiscau (Schefferville) et la Basse-Côte-Nord (Blanc-Sablon). La particularité de cette région est la petitesse et l'authenticité de ses villages pour la plupart maritimes et les beautés des paysages aux abords du fleuve Saint-Laurent, dont les « pots-de-fleurs », ces rochers sculptés par les marées. Plusieurs communautés amérindiennes peuplent la région dont les réserves d'Uashat (près de Sept-Îles) de Matimekosh (près de Schefferville et de La Romaine (basse Côte-Nord). D'autres attraits touristiques, tels les baleines, les territoires de chasse encore vierges, les parcs nationaux et la Minganie donnent à cette région un attrait touristique créant un moteur économique essentiel pour la région. 

## Histoire du tourisme

### Attractions
- Réserve de parc national de l'Archipel-de-Mingan
- Site minier de Mont Wright
- Club de Quad les Aventuriers des 7 Rivières
- Base de plein air Les Goélands
- Musée Shaputuan
- Musée régional de la Côte-Nord
- Chute Manitou
- Le chalet nautique de Fermont
- Zec Matimek
- Parc national d'Anticosti, l'Île d'Anticosti

### Activités sportives
La région offre plusieurs activités sportives pour le tourisme: Kayak, voile, bateau, randonnée pédestre, plongée sous-marine, ski de fond ou alpin, golf, motoneige, quatre-roues (Véhicule tout-terrain), raquette, vélo, camping, etc.

### Événement et festival
- Escale musicale du Vieux-Quai, Sept-Îles
- Vieux-Quai en fête AMASI, Sept-Îles
- Triathlon de Port-Cartier, Port-Cartier
- La Feria de Port-Cartier, Port-Cartier
- Raid Aventure Côte-, Port-Cartier
- Semi-marathon Rosaire Roy, Port-Cartier
- Symposium de peinture Mamu « Ensemble », Sept-Îles

#### Festivals
- Festival du conte et de la légende de l’Innucadie, Natashquan
- Festival des Paspayas, Longue-Pointe-De-Mingan
- Festival de la famille, Havre-Saint-Pierre
- Grande Fête annuelle de Clarke City, Clarke City

### Transport
(août 2018).
Si vous disposez d'ouvrages ou d'articles de référence ou si vous connaissez des sites web de qualité traitant du thème abordé ici, merci de compléter l'article en donnant les références utiles à sa vérifiabilité et en les liant à la section « Notes et références ».
Par autobus 
- Intercar. Relie Québec à Havre-Saint-Pierre via toutes les villes principales.
- Nolisement d’autobus au départ de la Côte-Nord.

Par train 
- Transport ferroviaire Tshiuetin, Sept-Îles, Service de train passager entre Sept-Îles et Schefferville.

Par avion 
- Strait Air, Sept-Îles

Tours d’avion 
- Labrador Air Safari, Jonquière, Sept-Îles, Baie-Comeau, Havre-Saint-Pierre

Par bateau 
- Traversiers : Société des traversiers du Québec, Matane – Baie-Comeau – Godbout, durée de la traversée : 2 h 20

Par auto
- Covoiturage : Le groupe Facebook « Covoiturage Côte-Nord » permet de voyager sur la Côte-Nord à des tarifs abordables

### Restauration et gastronomie
La gastronomie régionale est axée autour des produits suivants: fruits de mer (crevettes, crabes des neiges, oursins et mactre de Stimpson), du gibier (le caribou, le canard, la perdrix et le lièvre) et petits fruits sauvages (fraises, framboises, bleuets et mûres).

## Routes et circuit touristique
(août 2018).
Si vous disposez d'ouvrages ou d'articles de référence ou si vous connaissez des sites web de qualité traitant du thème abordé ici, merci de compléter l'article en donnant les références utiles à sa vérifiabilité et en les liant à la section « Notes et références ».
- La Route des Baleines
- La Route des phares
- La tournée des parcs nationaux
- Motoneige - Le Raid nordique
- Motoneige en Côte-Nord – Duplessis – La route Blanche
- La Route Trans-Québec-Labrador et les Monts Groulx (route 389)
- La Route de l'érable
- Le Circuit gourmand - La nature aux mille délices

## Performance
- Nombre d'entreprises associées au secteur touristique : 200 (2013)
- Nombre d'emplacements pour campeurs : 1 132 (2013)
- Nombre d'établissements d’hébergement : 1093 (2013)

En 2010, 112 000 touristes de tous pays du monde confondu ont voyagé dans cette région, passant un total de 538 000 nuitées et dépensant 45 000 000 $. Ce qui fait en moyenne, pour chaque touriste, un séjour d’une durée de 4.8 nuit et de 84 $/ nuit, donc chacun aurait dépensé en moyenne 403 $.
| Touriste dans Duplessis (2010) | Québec | Autres provinces Canadiennes | États-Unis | Autres pays | Total |
| ------------------------------ | ------ | ---------------------------- | ---------- | ----------- | ----- |
| Volume (000)                   | 102    | 6                            | 2          | 2           | 112   |
| Nuitées (000)                  | 480    | 25                           | 6          | 27          | 538   |
| Dépense (M$)                   | 380    | 1                            | 5          | 2           | 45    |

## Association touristique régionale
L'Association touristique régionale de Duplessis, aussi connue sous le nom de Tourisme Duplessis, est une corporation à but non lucratif fondée en 1980. Elle regroupe les intervenants touristiques de la région de Duplessis pour favoriser la concertation et le développement de la destination. Reconnue et mandatée par le gouvernement du Québec, elle est l'organisme responsable de l'accueil, de la promotion et de la mise en marché de la destination, en collaboration avec les partenaires institutionnels et les entreprises de l'industrie touristique.

## Stratégie commerciale
Des représentants de la région touristique de Duplessis se sont regroupés avec ceux de quatre autres régions touristiques pour former, depuis 1997, l'organisme de promotion touristique Québec maritime dans le but de cibler les marchés hors Québec. Les quatre autres régions sont la Gaspésie, les Îles de la Madeleine, le Bas-Saint-Laurent et Manicouagan. Ensemble, elles sont unies entre elles par un atout commun, la mer, et ont une offre touristique similaire.
En 2014, Tourisme Duplessis s'est associée à Tourisme Manicouagan pour mieux vendre la Côte-Nord comme destination touristique. Les deux corporations ont lancé une image de marque commune qui met en valeur les baleines et ont investi un demi-million de dollars dans des actions de promotion conjointes. Elles ont aussi fusionné leurs deux guides touristiques et leurs deux sites web. Dans cette stratégie, est utilisé le nom de Tourisme Côte-Nord Manicouagan-Duplessis. Tout en conservant chacune leur conseil d'administration, elles partagent dorénavant la même équipe d'employés. 

## Politique touristique régionale
(à venir)

## Autres

### Communautés autochtones
(août 2018).
Si vous disposez d'ouvrages ou d'articles de référence ou si vous connaissez des sites web de qualité traitant du thème abordé ici, merci de compléter l'article en donnant les références utiles à sa vérifiabilité et en les liant à la section « Notes et références ».
Les communautés autochtones ont été les premières à s’installer dans cette région. Elles sont encore très présentes aujourd’hui et respectées. On peut y découvrir leurs coutumes, leurs rites ancestraux et leurs mets traditionnels.
La Romaine – Unamen Shipi
Mingan – Ekuanitshit
Natashquan – Nutashkuan
Schefferville – Kawawachikamach
Schefferville – Matimekush
Sept-Îles – Uashat
Maliotenam – Mani-Utenam
Saint-Augustin – Pakua Shipu

### Chasse et pêche
(août 2018).
Si vous disposez d'ouvrages ou d'articles de référence ou si vous connaissez des sites web de qualité traitant du thème abordé ici, merci de compléter l'article en donnant les références utiles à sa vérifiabilité et en les liant à la section « Notes et références ».
Partout dans l’est de la Cote-Nord, les histoires de pêche, de chasse, de forêt et de territoire sont au centre de la vie quotidienne. La pêche et la chasse ont une grande importance locale (golfe du Saint-Laurent) étant génératrices d'emplois dans la région.  Elle comprend plus de la moitié des rivières à saumons du Québec. On trouve également l'ouananiche, l’omble de fontaine, le grand brochet, le touladi et le corégone. Les mammifères typiques de la région sont les cerfs de Virginie, les caribous, etc.

### Visites industrielles
(août 2018).
Si vous disposez d'ouvrages ou d'articles de référence ou si vous connaissez des sites web de qualité traitant du thème abordé ici, merci de compléter l'article en donnant les références utiles à sa vérifiabilité et en les liant à la section « Notes et références ».
Duplessis est riche en ressources naturelles, que ce soit des ressources minières, forestières et hydroélectriques. Les infrastructures mises en place permettent à l’industrie de la Côte-Nord d’avoir une certaine diversification au niveau de l’économie.
- Aluminerie Alouette Sept-Îles
- Hydro-Québec Baie-Comeau
- ArcelorMittal Mines Canada Complexe minier de Mont-Wright Fermont

### Activités d’hiver
L’hiver la région est propice aux activités sportives comme la Motoneige, l'expédition d’hiver, le ski alpin, le ski de randonnée, la raquette, la pêche, le patin à glace, l’escalade sur glace et le traîneau à chiens.

### Croisières et excursions
Les croisières et excursions permettent d'observer les baleines, les rorquals, les épaulards, les cachalots ou les dauphins.Il y a aussi les monolithes de l’archipel Mingan, les épaves près de l’Île-d’Anticosti, ou les nombreux phares du Québec. De plus, il y a les oiseaux dont les eiders, les macareux moines, les pétrels et les mouettes.